# 19521 Chaos
19521 Chaos este o planetă minoră (asteroid), cu un diametru de , din Obiect transneptunian. A fost descoperită pe 19 noiembrie 1998 la Observatorul Național Kitt Peak de Deep Ecliptic Survey⁠(d) și a fost numită după Haos. 
Obiectul prezintă o orbită caracterizată de o semiaxă mare de 45,4660925 de UAi, o excentricitate de 0,1079, o înclinație de 12,05698 ° în raport cu ecliptica.